# Domènec Fita i Molat

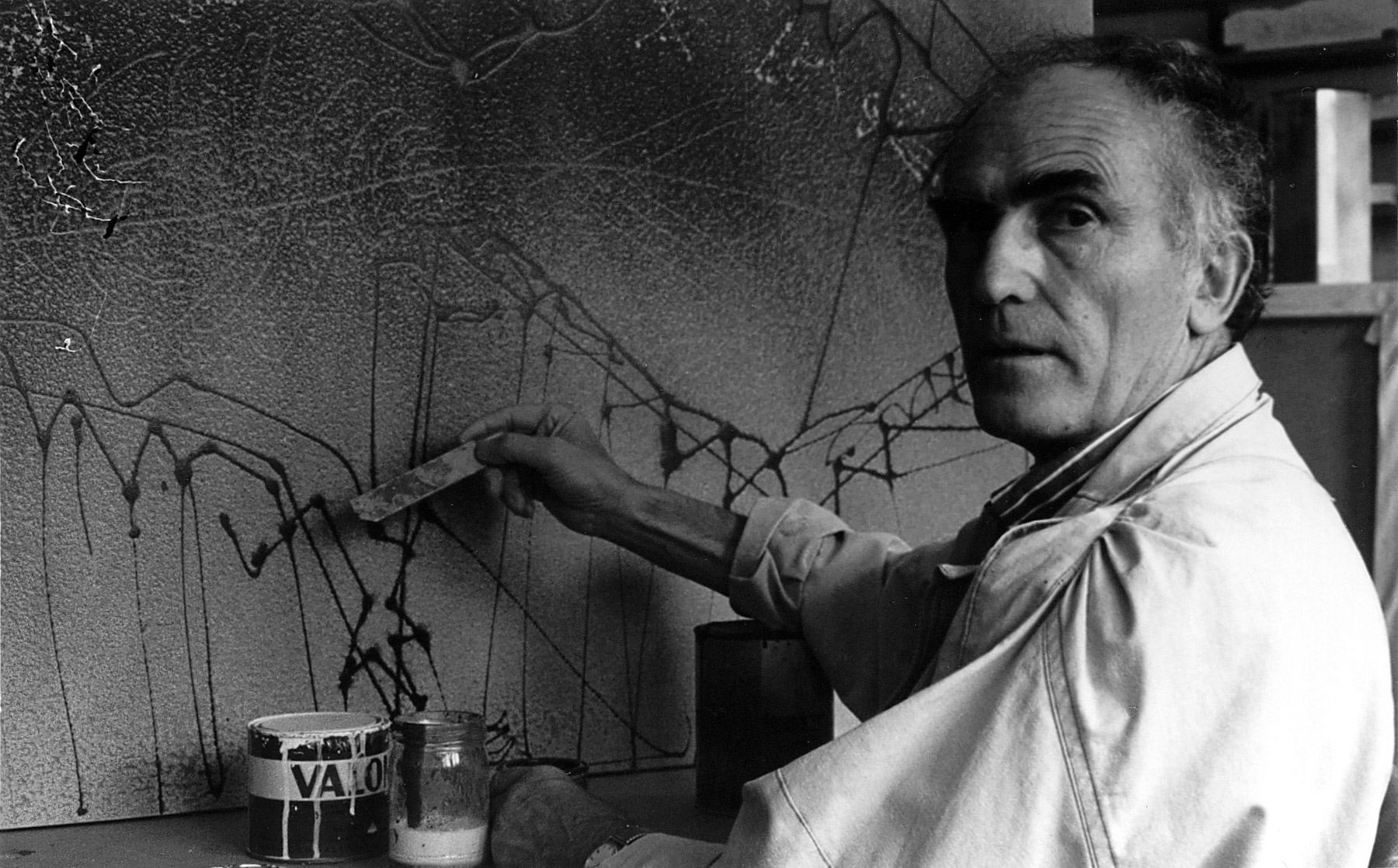
Domènec Fita in seinem Atelier (1991)

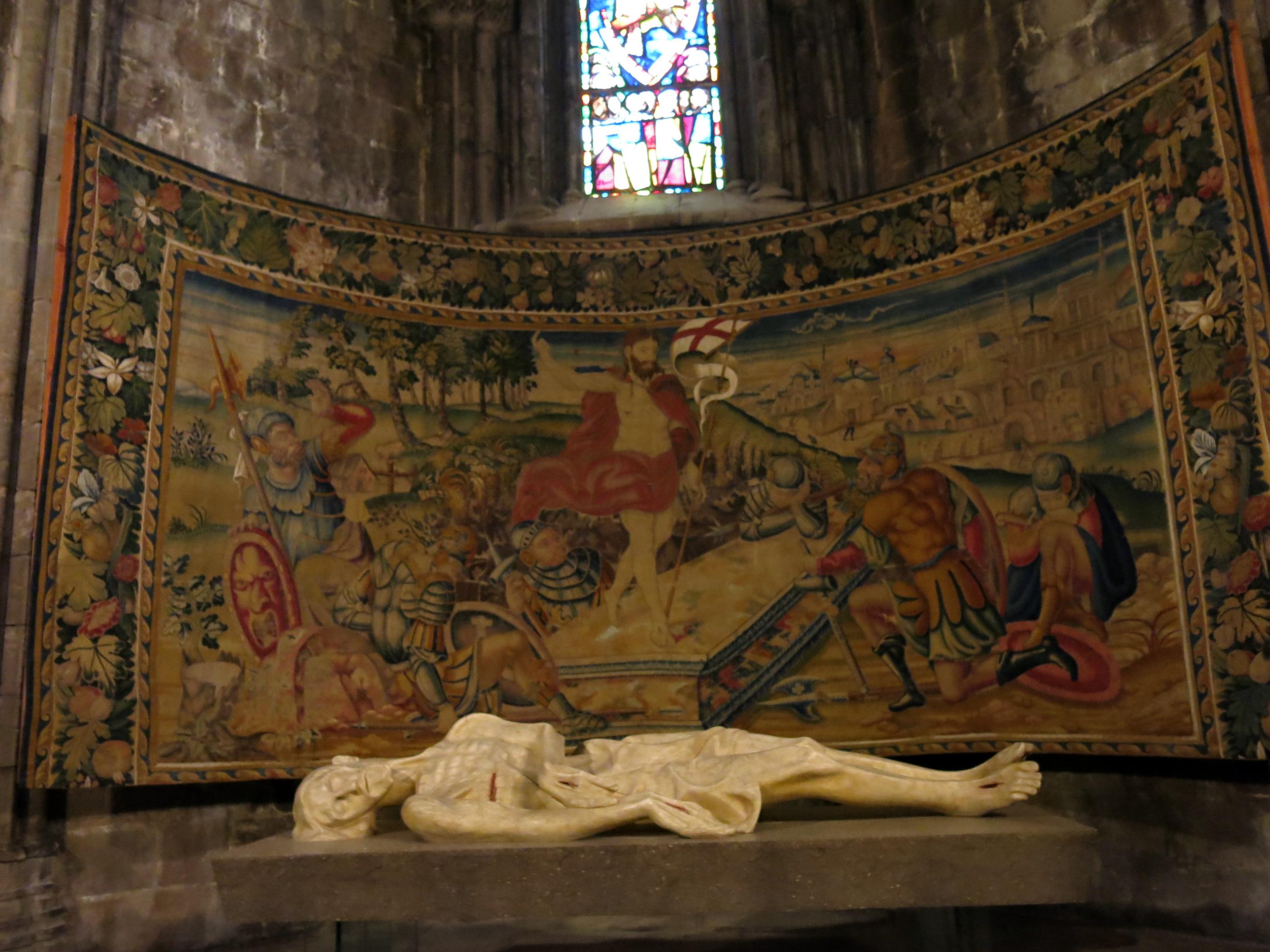
Der liegende Christus in der Kathedrale von Girona von Domènec Fita

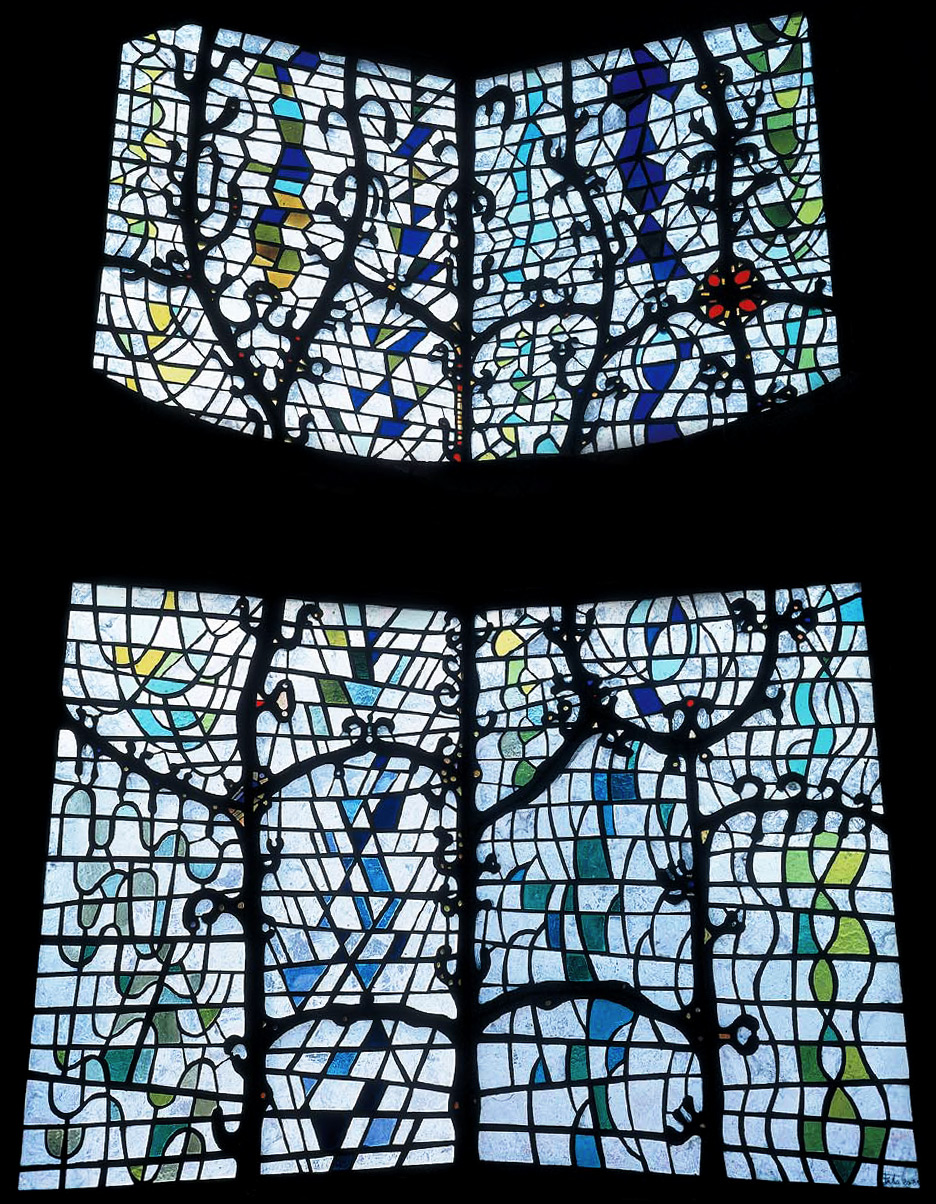
Glasfenster im Centre Montjuïc in Girona

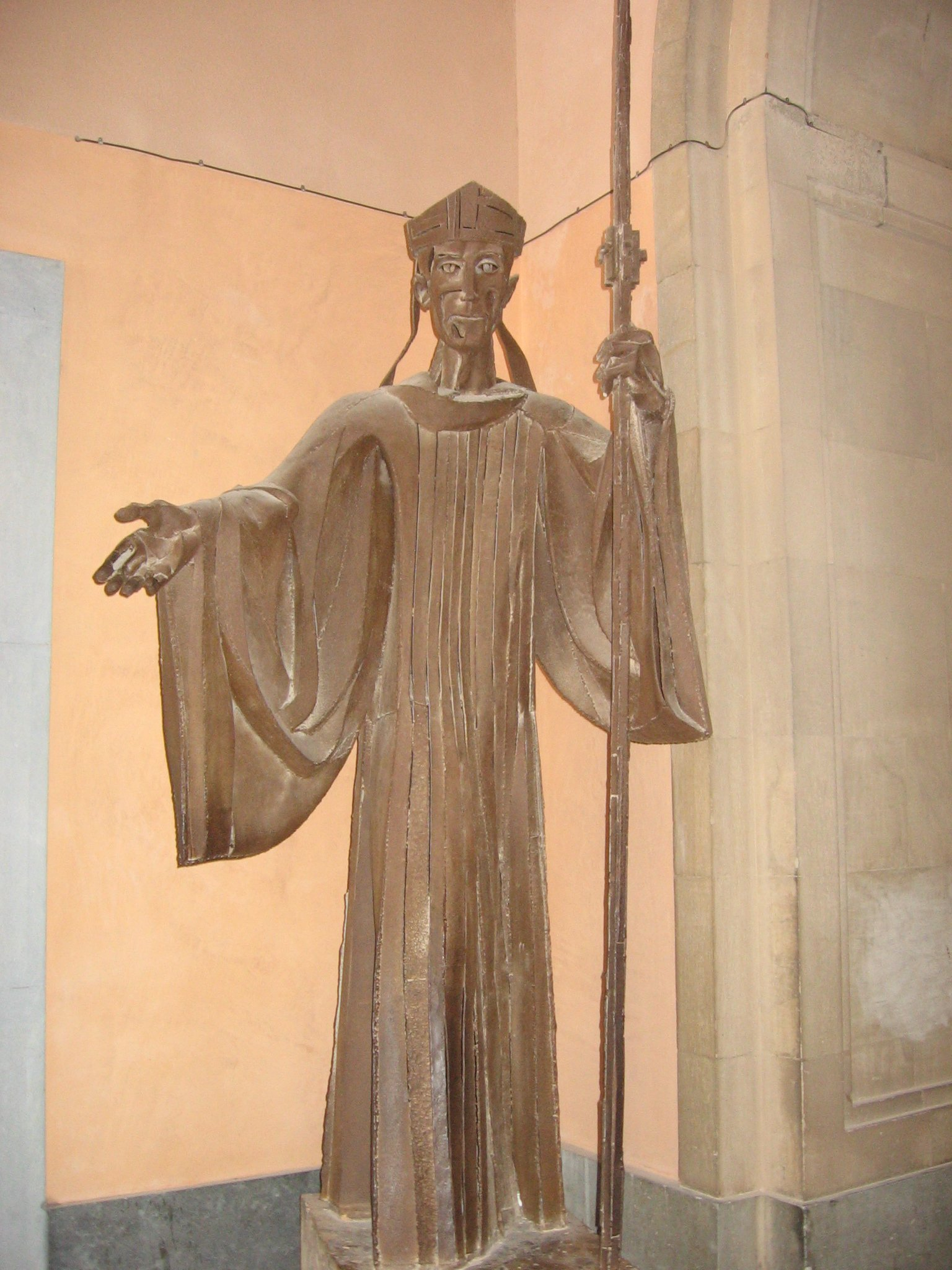
Statue des Heiligen Benedikt in Kloster Montserrat

Domènec Fita i Molat (* 10. August 1927 in Girona; † 9. November 2020 ebenda) war ein katalanischer Bildhauer, Maler, Glasmaler und Zeichner. Nachdem Domènec Fita Studien verschiedene Kunsthochschulen (Olot, Girona und Barcelona) absolviert hatte, wurde sein Werk allmählich frei von allen Akademismen. Dies zeigte sich bereits in frühen Werken wie Crist jacent (1958, „Liegender Christus“) in der Kathedrale von Girona und Sant Benet (1961; „Der Heilige Benedikt“) in Kloster Montserrat. Er schuf zunächst religiöse Wandmalereien und auch Malereien auf anderen Bildträgern. Er verwendete in plastischen Kunstwerken Polyurethan, Stein, Alabaster, Eisen, Stahl, Holz und andere Materialien. Diese Vielfalt führte zu einer facettenreichen und schwer zu qualifizierenden Kunstproduktion, die in eine radikale Abstraktion führte. Die Kunst Domènec Fitas basierte auf einer systematischen, unvorhersehbaren und seriellen künstlerischen Suche und vermied dabei jegliche Ideologie.

## Leben und Werk
Seit 1939 studierte Domènec Fita an der Escola Municipal de Belles Arts von Girona. Von 1943 bis 1945 studierte er an der Kunsthochschule Olot und an der Kunsthochschule Sant Jordi in Barcelona, wo er 1951 die Stellung eines Professors für Zeichnung erhielt. 1953 erlitt er nach einem schweren Arbeitsunfall bei Malarbeiten in der Taufkapelle der Kirche Bethlehem in Barcelona eine Querschnittslähmung. Dieser Unfall hinderte ihn nicht daran, ein vielfältiges und reichhaltiges Werk ohne jeglichen Akademismus zu schaffen. Sowohl seine ersten bereits erwähnten skulpturalen Kunstwerke, „Der liegende Christus“ in der Kathedrale von Girona wie auch „Der Heilige Benedikt“ im Kloster Montserrat wie auch seine späteren Werke wie Blocs de ciment (1968, „Zementblöcke“) oder Mòmies (1973, „Mumien“) enthielten innovative Elemente, die jegliche Reprimierung der Kunst durch eine große spirituelle Kraft aufhoben. Als Befürworter einer Integration aller Künste arbeitete er oft mit Architekten zusammen, wie seine produktiven Arbeit als Glasmaler oder die Pflasterung des Eingangstors der Passionsfassade und die Kulisse der vier Evangelisten in der Kathedrale der Sagrada Família in Barcelona (2010) belegen.
Von 1965 bis 1969 unterrichtete Domènec Fita Bildende Kunst an einem Institut in Girona, von 1969 bis 1979 Kunstgeschichte und -theorie am Estudi General de Girona sowie Bildhauerei, Zeichnen, Malen, Keramikkunst und Gravur in seinem Atelier in Montjuïc (Girona).
1985 wurde er in die Königlich Katalanische Akademie der Schönen Künste von Sant Jordi aufgenommen, 1991 erhielt er die Goldmedaille der Diputació de Girona für sein künstlerisches Wirken, 2006 erhielt er das Creu de Sant Jordi von der katalanischen Regierung, 2011 die Medaille der Universität Girona. 1994 organisierte die Generalitat de Catalunya die Retrospektive Domènec Fita. 50 Jahre integrative Kunst (Domènec Fita. 50 anys d’art integrat). Im Jahr 2000 wurde die Domènec-Fita-Stiftung zur Erhaltung und Verbreitung seines Werks gegründet, das aus etwa 10.000 Werken besteht.